# Algeriet i olympiska sommarspelen 1996
Algeriet deltog i de olympiska sommarspelen 1996 med en trupp bestående av 45 deltagare, som resulterade i tre medaljer.

## Medaljer

### Guld
- Noureddine Morceli - Friidrott, 1 500 meter
- Hocine Soltani - Boxning, lättvikt

### Brons
- Mohamed Bahari - Boxning, mellanvikt

## Boxning
| Boxare              | Gren            | Sextondelsfinal         | Åttondelsfinal              | Kvartsfinal            | Semifinal                | Final                |
| Boxare              | Gren            | Motståndare Resultat    | Motståndare Resultat        | Motståndare Resultat   | Motståndare Resultat     | Motståndare Resultat |
| ------------------- | --------------- | ----------------------- | --------------------------- | ---------------------- | ------------------------ | -------------------- |
| Mehdi Assous        | Flugvikt        | Gereo (PNG) W 11-4      | Narváez (ARG) W 20-4        | Lunka (GER) L 19-6     | Gick inte vidare         | Gick inte vidare     |
| Abdelaziz Boulehia  | Bantamvikt      | Tsiripidis (GRE) W 10-6 | Malakhbekov (RUS) L (RSC-3) | Gick inte vidare       | Gick inte vidare         | Gick inte vidare     |
| Noureddine Madjhoud | Fjädervikt      | Aragón (CUB) L 9-6      | Gick inte vidare            | Gick inte vidare       | Gick inte vidare         | Gick inte vidare     |
| Hocine Soltani      | Lättvikt        | İşsever (TUR) W 14-2    | Magalhães (BRA) W 11-1      | Sin (KOR) W 16-10      | Doroftei (ROM) W 9-6     | Tontchev (BUL) W 3-3 |
| Mohamed Alalou      | Lätt mellanvikt | Bulinga (KEN) W 17-3    | Bielski (POL) W 19-8        | Missaoui (TUN) L 16-15 | Gick inte vidare         | Gick inte vidare     |
| Mohamed Bahari      | Mellanvikt      | Marcus (BAR) W (RSC-2)  | Kakauridze (GEO) W 8-5      | Magee (IRL) W 15-9     | Beyleroğlu (TUR) L 11-11 | Gick inte vidare     |

## Brottning
Fristil
| Brottare       | Gren                | Omgång 1             | Omgång 2             | Kvartsfinal          | Semifinal            | Final                | Återkval Omgång 1     | Återkval Omgång 2       | Återkval Omgång 3    | Återkval Omgång 4    | Återkval Omgång 5    | Brons- match         |
| Brottare       | Gren                | Motståndare Resultat | Motståndare Resultat | Motståndare Resultat | Motståndare Resultat | Motståndare Resultat | Motståndare Resultat  | Motståndare Resultat    | Motståndare Resultat | Motståndare Resultat | Motståndare Resultat | Motståndare Resultat |
| -------------- | ------------------- | -------------------- | -------------------- | -------------------- | -------------------- | -------------------- | --------------------- | ----------------------- | -------------------- | -------------------- | -------------------- | -------------------- |
| Omar Kedjaouer | Bantamvikt, fristil | Tohuzov (UKR) L 10-0 | Gick inte vidare     | Gick inte vidare     | Gick inte vidare     | Gick inte vidare     | Rodríguez (MEX) W 2-0 | Topaktaş (TUR) L (fall) | Gick inte vidare     | Gick inte vidare     | Gick inte vidare     |                      |

Grekisk-romersk stil
| Brottare          | Gren                        | Omgång 1              | Omgång 2             | Kvartsfinal          | Semifinal            | Final                | Återkval Omgång 1    | Återkval Omgång 2    | Återkval Omgång 3    | Återkval Omgång 4    | Återkval Omgång 5    | Brons- match         |
| Brottare          | Gren                        | Motståndare Resultat  | Motståndare Resultat | Motståndare Resultat | Motståndare Resultat | Motståndare Resultat | Motståndare Resultat | Motståndare Resultat | Motståndare Resultat | Motståndare Resultat | Motståndare Resultat | Motståndare Resultat |
| ----------------- | --------------------------- | --------------------- | -------------------- | -------------------- | -------------------- | -------------------- | -------------------- | -------------------- | -------------------- | -------------------- | -------------------- | -------------------- |
| Youssef Bouguerra | Weltervikt, grekisk-romersk | Katayama (JPN) L 13-2 | Gick inte vidare     | Gick inte vidare     | Gick inte vidare     | Gick inte vidare     | Stoyanov (BUL) L 5-0 | Gick inte vidare     | Gick inte vidare     | Gick inte vidare     | Gick inte vidare     |                      |

## Friidrott
Herrar
| Idrottare          | Gren                  | Heat omgång 1 | Heat omgång 1 | Heat omgång 2    | Heat omgång 2    | Semifinal        | Semifinal        | Final            | Final            |
| Idrottare          | Gren                  | Tid           | Placering     | Tid              | Placering        | Tid              | Placering        | Tid              | Placering        |
| ------------------ | --------------------- | ------------- | ------------- | ---------------- | ---------------- | ---------------- | ---------------- | ---------------- | ---------------- |
| Amar Hecini        | Herrarnas 400 meter   | DSQ           | DSQ           | Gick inte vidare | Gick inte vidare | Gick inte vidare | Gick inte vidare | Gick inte vidare | Gick inte vidare |
| Adem Hecini        | Herrarnas 800 meter   | 1:47.23       | 26            | N/A              | N/A              | Gick inte vidare | Gick inte vidare | Gick inte vidare | Gick inte vidare |
| Ahmed Krama        | Herrarnas 1 500 meter | 3:42.09       | 35            | N/A              | N/A              | Gick inte vidare | Gick inte vidare | Gick inte vidare | Gick inte vidare |
| Noureddine Morceli | Herrarnas 1 500 meter | 3:41.95       | 21 Q          | N/A              | N/A              | 3:32.88          | 1 Q              | 3:35.78          |                  |
| Aïssa Bel Aout     | Herrarnas 5 000 meter | 13:51.96      | 5 Q           | N/A              | N/A              | 14:04.56         | 15 Q             | 14:06.52         | 15               |
| Réda Benzine       | Herrarnas 5 000 meter | 14:03.06      | 23 Q          | N/A              | N/A              | 13:37.52         | 8 q              | 13:42.34         | 13               |

Damer
| Idrottare           | Gren                 | Heat omgång 1 | Heat omgång 1 | Heat omgång 2 | Heat omgång 2 | Semifinal        | Semifinal        | Final            | Final            |
| Idrottare           | Gren                 | Tid           | Placering     | Tid           | Placering     | Tid              | Placering        | Tid              | Placering        |
| ------------------- | -------------------- | ------------- | ------------- | ------------- | ------------- | ---------------- | ---------------- | ---------------- | ---------------- |
| Nouria Mérah-Benida | Damernas 800 meter   | 2:02.44       | 24            | N/A           | N/A           | Gick inte vidare | Gick inte vidare | Gick inte vidare | Gick inte vidare |
| Hassiba Boulmerka   | Damernas 1 500 meter | 4:09.96       | 11 Q          | N/A           | N/A           | 4:23.86          | 23               | Gick inte vidare | Gick inte vidare |

## Fäktning
| Idrottare            | Gren             | 32-delsfinal         | Sextondelsfinal      | Åttondelsfinal       | Kvartsfinal          | Semifinal            | Final                |
| Idrottare            | Gren             | Motståndare Resultat | Motståndare Resultat | Motståndare Resultat | Motståndare Resultat | Motståndare Resultat | Motståndare Resultat |
| -------------------- | ---------------- | -------------------- | -------------------- | -------------------- | -------------------- | -------------------- | -------------------- |
| Raouf Salim Bernaoui | Herrarnas sabel  | Covaliu (ROM) L 15-7 | Gick inte vidare     | Gick inte vidare     | Gick inte vidare     | Gick inte vidare     | Gick inte vidare     |
| Ferial Salhi         | Damernas florett | Liang (CHN) L 15-7   | Gick inte vidare     | Gick inte vidare     | Gick inte vidare     | Gick inte vidare     | Gick inte vidare     |

## Handboll
Herrar
Gruppspel
| Lag       | Pld | W | D | L | GF  | GA  | GD  | Poäng |
| --------- | --- | - | - | - | --- | --- | --- | ----- |
| Frankrike | 5   | 4 | 0 | 1 | 145 | 114 | +31 | 8     |
| Spanien   | 5   | 4 | 0 | 1 | 114 | 97  | +17 | 8     |
| Egypten   | 5   | 3 | 0 | 2 | 113 | 103 | +10 | 6     |
| Tyskland  | 5   | 3 | 0 | 2 | 121 | 112 | +9  | 6     |
| Algeriet  | 5   | 0 | 1 | 4 | 95  | 117 | −22 | 1     |
| Brasilien | 5   | 0 | 1 | 4 | 100 | 145 | −45 | 1     |

| Results   | Frankrike | Spanien | Egypten | Tyskland | Algeriet | Brasilien |
| --------- | --------- | ------- | ------- | -------- | -------- | --------- |
| Frankrike |           | 27–25   | 25–20   | 23–24    | 33–22    | 37–23     |
| Spanien   | 25–27     |         | 20–19   | 22–20    | 20–14    | 27–17     |
| Egypten   | 20–25     | 19–20   |         | 24–22    | 19–16    | 31–20     |
| Tyskland  | 24–23     | 20–22   | 22–24   |          | 25–23    | 30–20     |
| Algeriet  | 22–33     | 14–20   | 16–19   | 23–25    |          | 20–20     |
| Brasilien | 23–37     | 17–27   | 20–31   | 20–30    | 20–20    |           |

## Judo
Herrar
| Idrottare         | Gren                     | Resultat |
| ----------------- | ------------------------ | -------- |
| Amar Meridja      | Extra lättvikt (-60 kg)  | 9        |
| Abdelhakim Harkat | Lättvikt (-73 kg)        | 13       |
| Lyes Cherifi      | Halv mellanvikt (-81 kg) | 17       |
| Kamel Larbi       | Tungvikt (+100 kg)       | 21       |

Damer
| Idrottare      | Gren                    | Resultat |
| -------------- | ----------------------- | -------- |
| Salima Souakri | Extra lättvikt (-48 kg) | 5        |
| Lynda Mekzine  | Halv lättvikt (-52 kg)  | 9        |

## Rodd
Damer
| Idrottare     | Gren          | Heat     | Heat      | Återkval | Återkval  | Semifinal | Semifinal | Final   | Final     | Final |
| Idrottare     | Gren          | Tid      | Placering | Tid      | Placering | Tid       | Placering | Tid     | Placering |       |
| ------------- | ------------- | -------- | --------- | -------- | --------- | --------- | --------- | ------- | --------- | ----- |
| Samia Hireche | Singelsculler | 9:08,.31 | 6         | 9:28,41  | 6         | N/A       | N/A       | 9:09,92 | 17        |       |